# نورث إيسترن ميترو ستارز
نورث إيسترن ميترو ستارز الاسم الكامل: (بالإنجليزية: North Eastern MetroStars Soccer Club)‏ هو نادي كرة قدم أسترالي تم إنشاؤه في سنة 1989 الميلادية وشارك في الدوري الجنوب الأسترالي الممتاز.